# Cút mưa
Cút mưa (tên khoa học: Coturnix coromandelica) là một loài chim trong họ Phasianidae.
Loài này được tìm thấy ở tiểu lục địa Ấn Độ, phạm vi của nó bao gồm Pakistan, Ấn Độ, Nepal, Sri Lanka, Bangladesh, Myanmar, Thái Lan, Campuchia và Việt Nam. 

## Hành vi
Cút mưa ăn hạt cỏ và các loại cây khác, ấu trùng côn trùng và động vật không xương sống nhỏ. Sinh sản diễn ra từ tháng 3 đến tháng 10, nhưng chủ yếu sau khi bắt đầu mùa gió Tây Nam vào tháng Sáu. Trứng được đẻ trên một lỗ cào nông trên mặt đất, đôi khi ở ngoài trời dưới cây Euphorbia hoặc bụi cây tương tự. Thường có sáu đến tám quả trứng trong mỗi tổ. Thời gian ấp trứng từ mười sáu đến mười tám ngày. Chim con có thể rời tổ ngay sau khi chúng nở và ở với bố mẹ trong khoảng tám tháng.

## Hình ảnh

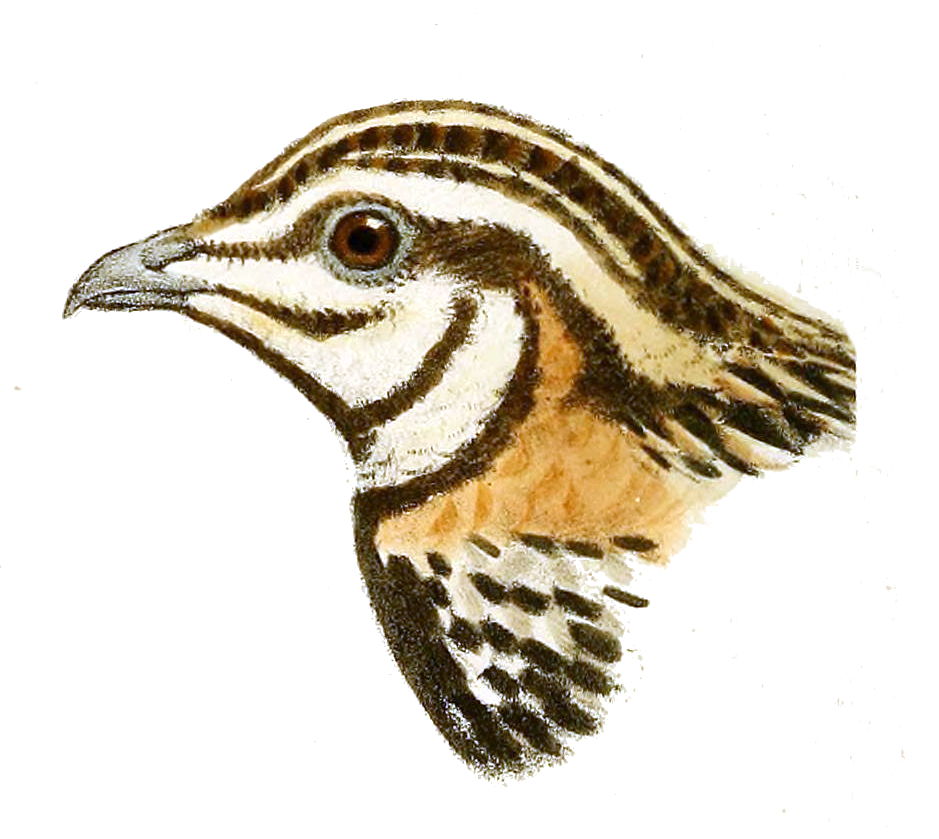
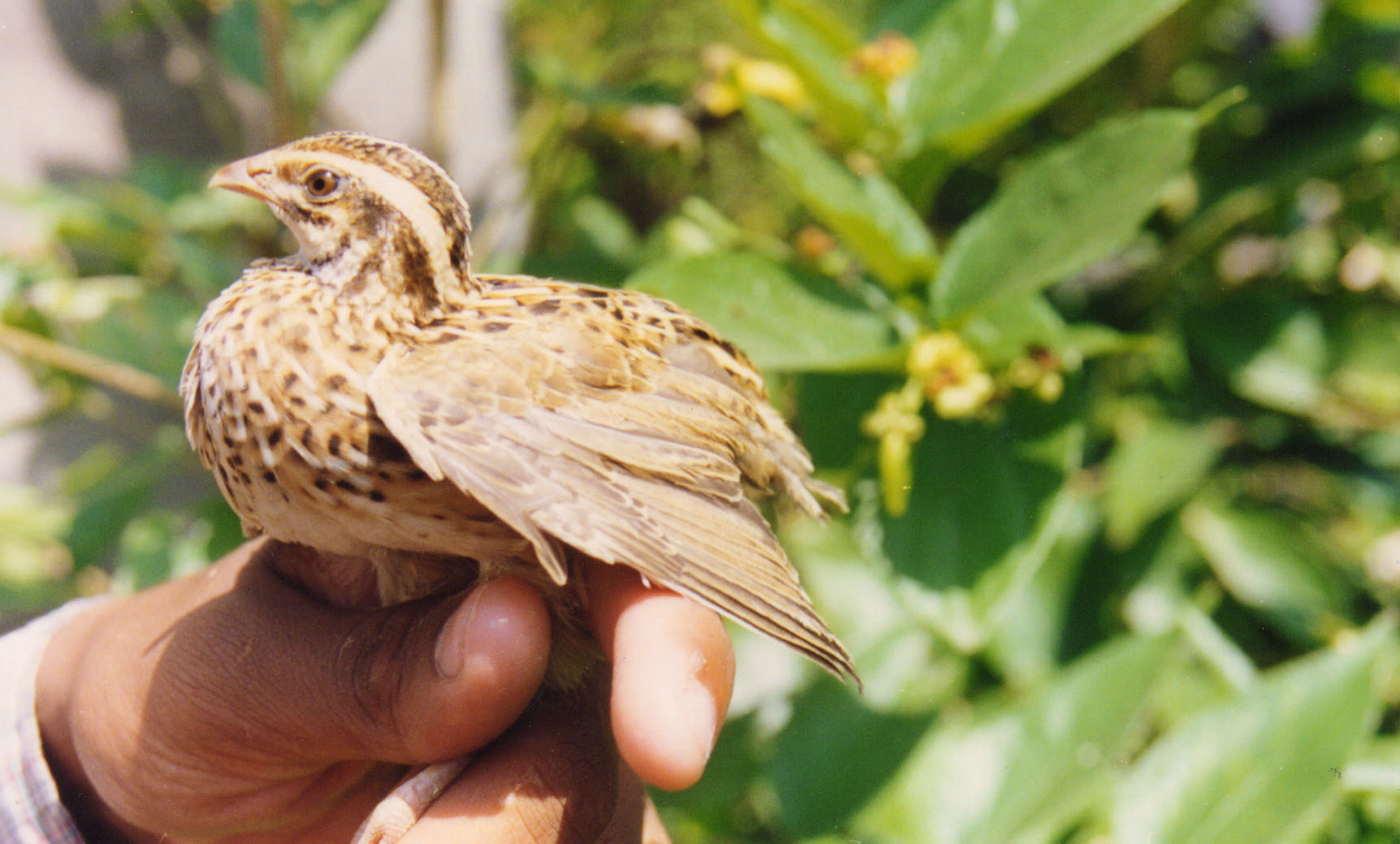
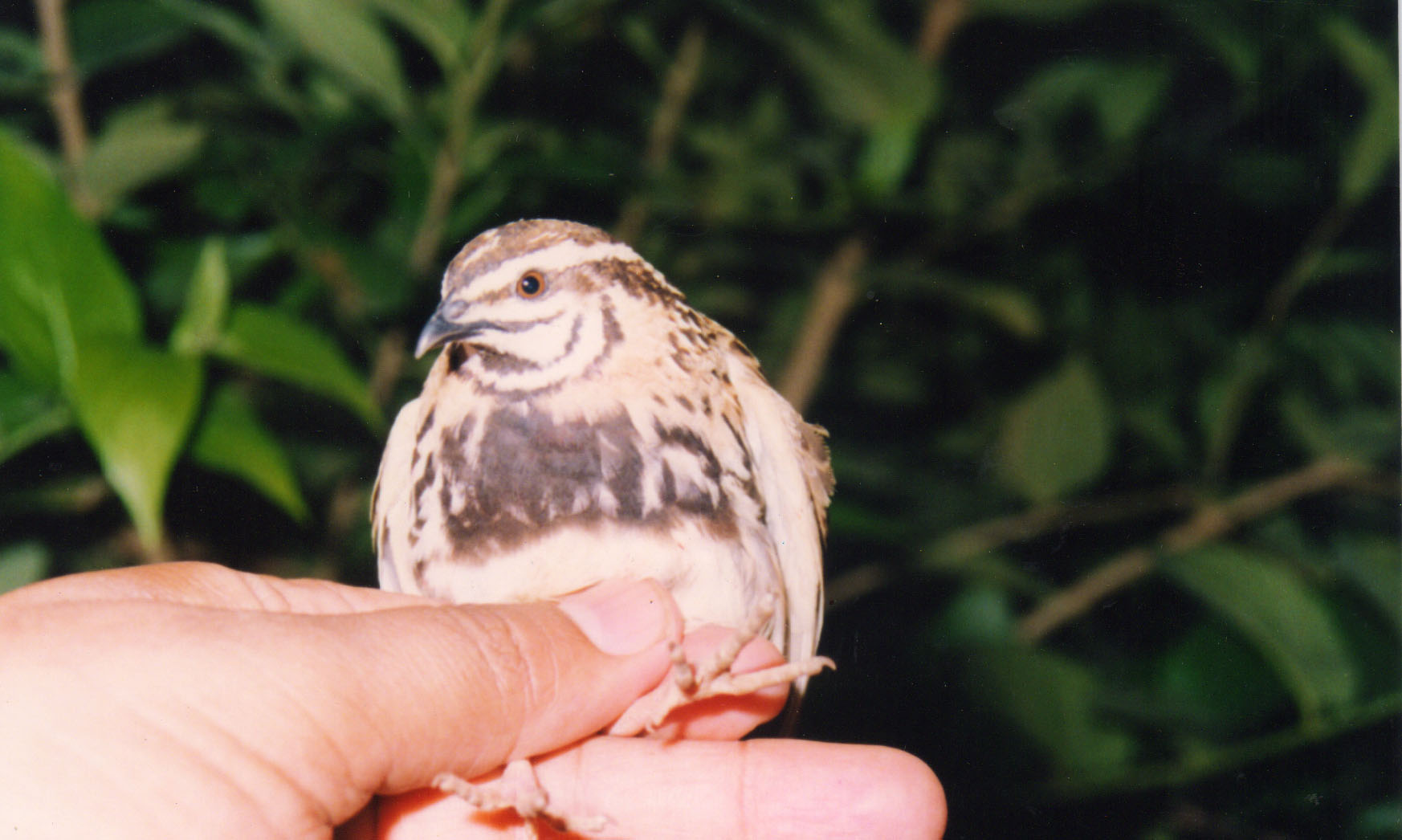
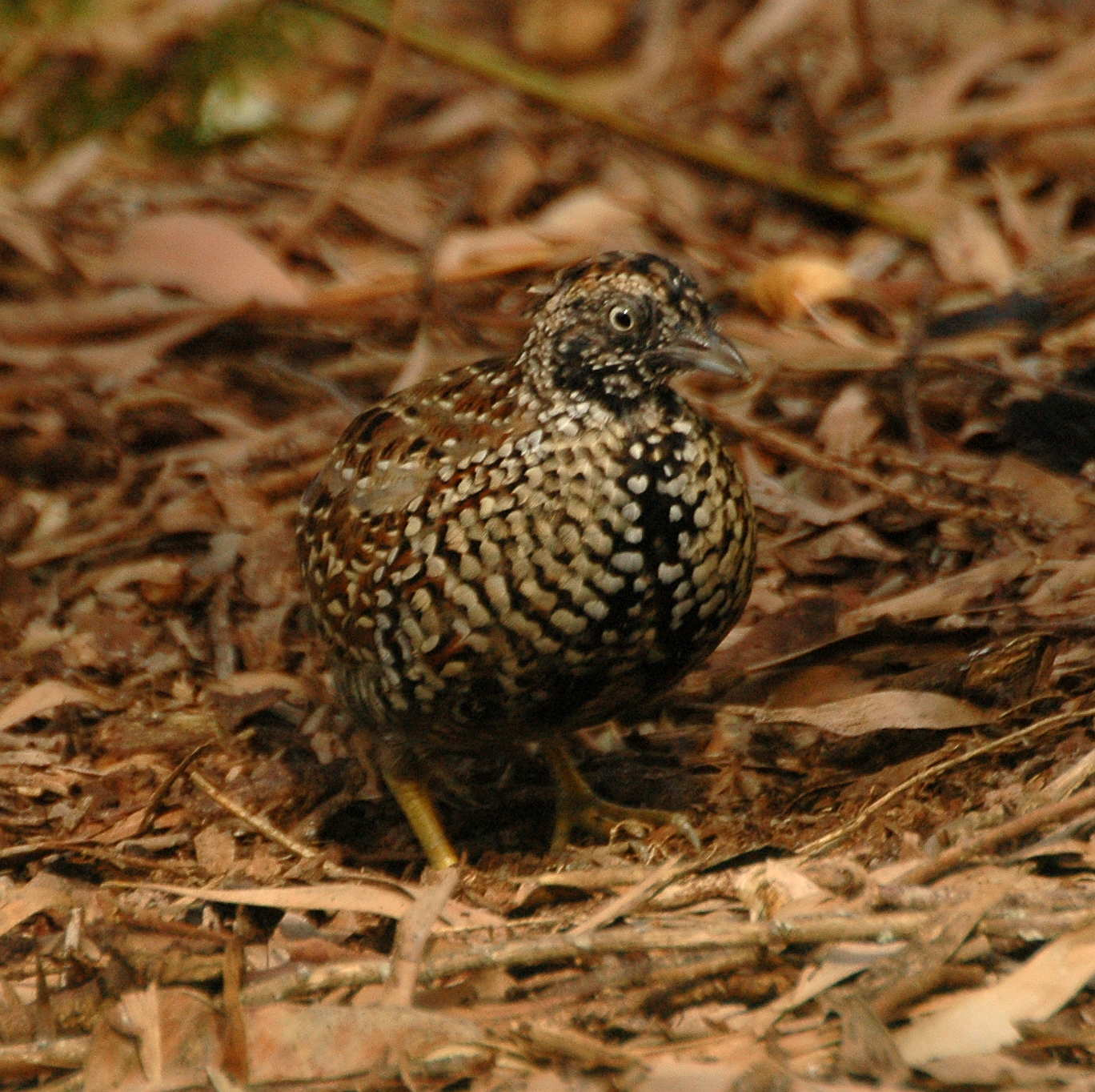